# Günter Warthuysen
Günter Warthuysen (* 1937 in Emmerich) ist ein ehemaliger deutscher Verwaltungsbeamter und Lokalhistoriker. Für seine historische Forschungsarbeit, die Wesel und den unteren Niederrhein betraf, wurde er 2016 mit dem Rheinlandtaler ausgezeichnet.

## Werdegang
Warthuysen wurde in Emmerich am unteren Niederrhein geboren, ein Jahr nach seiner Geburt zog die Familie jedoch in die nahegelegene Stadt Wesel. 1954 trat er in den Dienst der Stadt Wesel ein und wurde nach langjähriger Verwaltungstätigkeit 1990 zum Kämmerer und Beigeordneten der Stadt gewählt. Dieses Amt übte er bis zu seinem Eintritt in den Ruhestand im Jahr 1998 aus.
Neben seiner beruflichen Tätigkeit befasste sich Warthuysen mit der Geschichte Wesels und des unteren Niederrheins. Im Februar 1978 zählte er zu den Mitbegründern der Historischen Vereinigung Wesel. Ab den 1980er Jahren publizierte er regelmäßig eigene historische Beiträge. 1987 wurde Warthuysen Vorstandsmitglied der Historischen Vereinigung Wesel und von 2002 bis 2014 besetzte er das Amt des stellvertretenden Vorsitzenden. Er war maßgeblich an der Erstellung der seit 2003 erscheinenden Buchreihe Wesel und der untere Niederrhein beteiligt. Neben seiner Mitarbeit an der Buchreihe verfasste er rund 30 Aufsätze, darunter 20 Beiträge zum Jahrbuch des Kreises Wesel. Dabei befasste er sich mit verschiedenen Zeitabschnitten vom Mittelalter bis ins 20. Jahrhundert. Beispielsweise veröffentlichte er einen Aufsatz zur Geschichte der Münzprägung am Niederrhein. Für seine Verdienste in der lokalhistorischen Arbeit wurde Warthuysen im April 2016 mit dem Rheinlandtaler des Landschaftsverbands Rheinland ausgezeichnet.

## Werke
- Buchreihe Wesel und der untere Niederrhein der Historischen Vereinigung Wesel
- mit Friedrich Stricker: Briefträger, laufende Boten und Postillione: 600 Jahre Weseler Postwesen, Wesel 1980, Historische Vereinigung Wesel
- rund 20 Beiträge in der Buchreihe Jahrbuch Kreis Wesel